# کاموا
کاموا‌، نخ‌های سست پشمین یا پنبه‌ای که با قلاب بدان جامه بافند.از کلمه کانوس انگلیسی گرفته شده که آن‌هم از کلمه کانابیس لاتینی مأخوذ است.